# Gábor Herbert

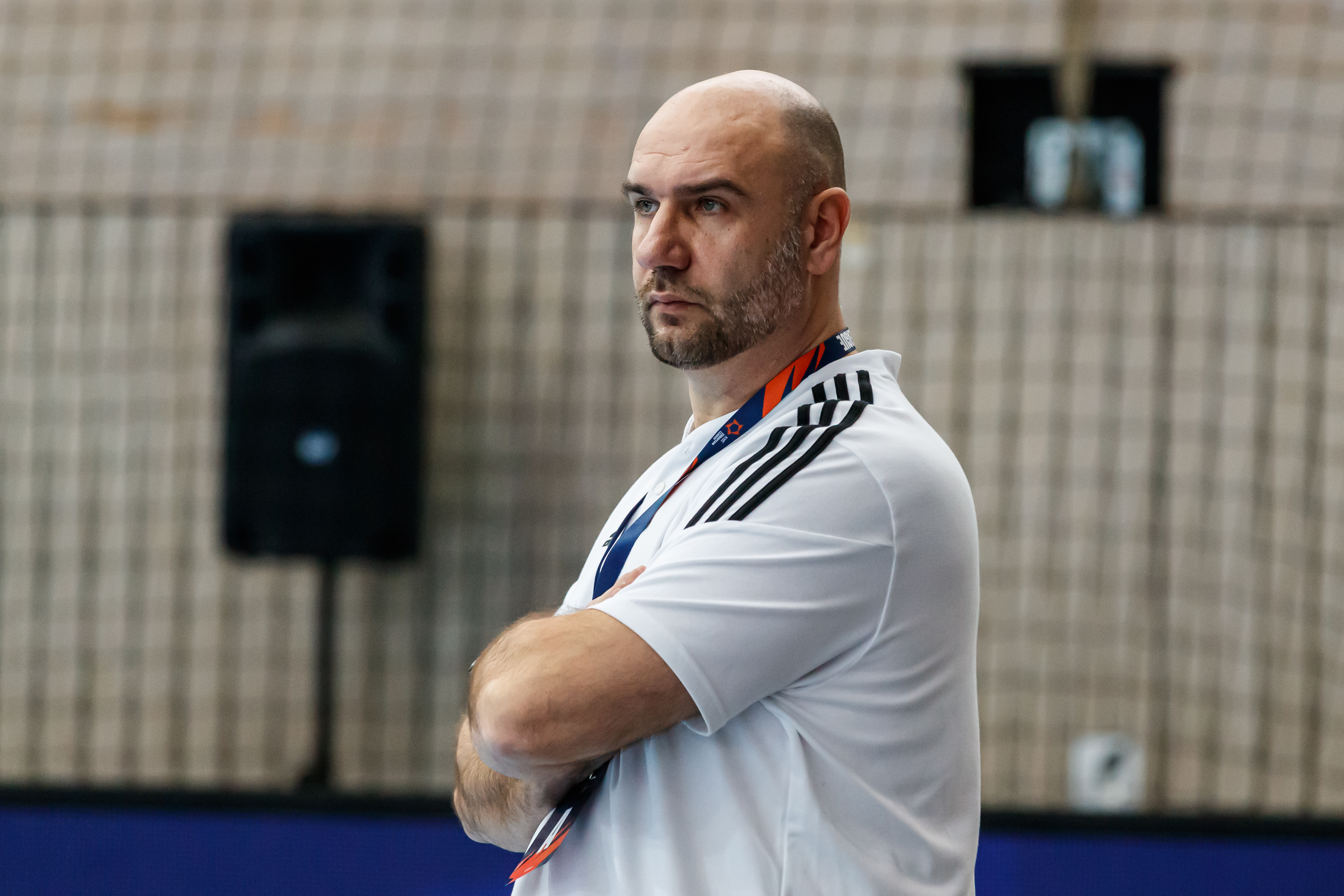
2023 als Trainer von Praktiker-Vác

Gábor Herbert [ˈgaːbor ˈhɛrbɛrt] (* 6. Februar 1979 in Komló) ist ein ehemaliger ungarischer Handballspieler.
Der 1,94 Meter große und 112 Kilogramm schwere Kreisläufer stand bis 1999 und von 2005 bis 2011 bei Pick Szeged unter Vertrag. Zwischenzeitlich lief er zwei Jahre für Százhalombattai KE und vier Jahre für Győri ETO KC auf. Mit Szeged und Győri spielte er in der EHF Champions League (2005/06 bis 2010/11), im EHF-Pokal (2003/04), im Europapokal der Pokalsieger (2008/09) und im Euro-City-Cup (1997/98, 1998/99). Im Sommer 2011 wechselte er zu Csurgói KK, wo er 2016 seine Karriere beendete.
Seitdem ist er als Trainer tätig.
Gábor Herbert warf in 70 Länderspielen für die ungarische Nationalmannschaft 26 Tore. Er stand im Aufgebot Ungarns für die Handball-Europameisterschaft 2008.